# Carbajales de Alba
Carbajales de Alba – gmina w Hiszpanii, w prowincji Zamora, w Kastylii i León, o powierzchni 53,69 km². W 2011 roku gmina liczyła 634 mieszkańców.